# Cova d'Altamira
La cova d'Altamira és una cavitat natural a la roca en què es conserva un dels cicles pictòrics i artístics més importants de la Prehistòria. És al municipi de Santillana del Mar (Cantàbria, Espanya), a uns dos quilòmetres del centre urbà, en un prat del qual va prendre el nom.
Des del seu descobriment el 1868 per Modesto Cubillas i el seu posterior estudi per Marcelino Sanz de Sautuola ha estat excavada i estudiada pels principals prehistoriadors de cadascuna de les èpoques des que va ser admesa la seva pertinença al Paleolític.
Les pintures i gravats de la cova pertanyen als períodes Magdalenià i Solutrià principalment i, alguns altres, al Gravetià i al començament de l'Aurinyacià, això últim segons proves utilitzant sèries d'urani. D'aquesta manera es pot assegurar que la cova va ser utilitzada durant diversos períodes, sumant 22 000 anys d'ocupació, des de fa uns 35 600 fins fa 13.000 anys, quan l'entrada principal de la cova va quedar segellada per un ensorrament, tots dins el Paleolític Superior.
L'estil de gran part de les seves obres s'emmarca en l'anomenada escola «francocantàbrica», caracteritzada pel realisme de les figures representades. Conté pintures policromes, gravats, pintures negres, vermelles i ocres que representen animals, figures antropomorfes, dibuixos abstractes i no figuratius.
El seu sostre dels policroms ha rebut qualificatius com Capella Sixtina de l'art rupestre; «... la manifestació més extraordinària d'aquest art paleolític...», «...la primera cova decorada que es va descobrir i que continua sent la més esplèndida» i «...si la pintura rupestre [paleolítica] és l'exemple d'una gran capacitat artística, la cova d'Altamira representa la seva obra més excel·lent» ens indiquen la gran qualitat i bellesa del treball dels magdalenians en aquest recinte.
Va ser declarada Patrimoni de la Humanitat per la Unesco el 1985. L'any 2008 es va fer una extensió de la nominació a altres 17 coves del País Basc, Astúries i la pròpia Cantàbria, i el conjunt va passar a anomenar-se «Cova d'Altamira i art rupestre paleolític del nord d'Espanya».

## Descoberta i estudi

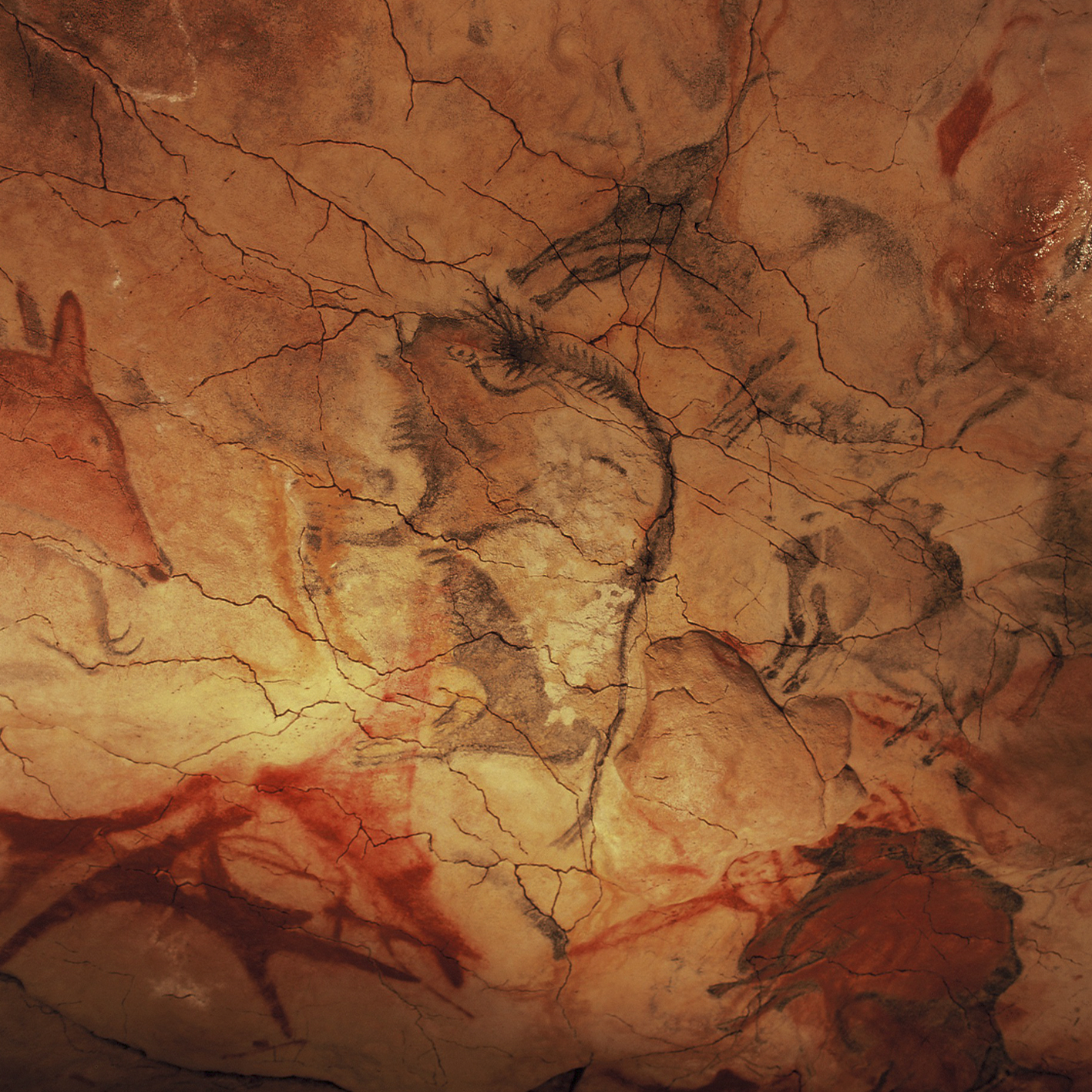
Bisons en el sostre de la cova.

Les pintures d'Altamira, descobertes el 1879 per Marcelino Sanz de Sautuola, van ser el primer conjunt pictòric prehistòric de gran extensió conegut en el moment. Tal descobriment determina que l'estudi de la cova i el seu reconeixement aixequi tota una polèmica respecte als plantejaments acceptats en la ciència prehistòrica del moment. El realisme de les seves escenes va provocar, al principi, un debat entorn de la seva autenticitat. El seu reconeixement com una obra artística realitzada per homes del Paleolític suposa un llarg procés en el qual, també, es van a anar definint els estudis sobre la Prehistòria. El seu primer defensor va ser el mateix Marcelino Sanz de Sautuola, el seu descobridor. El seu valor serà avalat per les freqüents troballes d'altres peces d'art moble similars en nombroses coves europees. A la fi del segle xix, principalment a França, es van descobrir pintures rupestres innegablement associades a les estatuetes, relleus i ossos gravats apareguts en nivells arqueològics paleolítics, units a restes d'animals absents en aquell moment a l'àrea (mamut, ren, bisó, etc.). En aquest reconeixement, va destacar molt positivament Henri Breuil. Els seus treballs entorn del tema «L'art parietal», presentats en el congrés de l'Associació Francesa per a l'Avanç de les Ciències en 1902, van provocar canvis substancials en la mentalitat dels investigadors de l'època.
Émile Cartailhac va ser un dels més grans opositors a l'autenticitat d'Altamira. El descobriment de gravats i pintures a partir del 1895 en les coves franceses de La Mouthe, Combarelles i Font-de-Gaume, li va fer reconsiderar la seva postura. Després de visitar les coves, va escriure en la revista L'Antropologie (1902) un article titulat La grotte d'Altamira. L'article Mea culpa d'un sceptique va comportar el reconeixement universal del caràcter paleolític de les pintures d'Altamira. Fixada l'autenticitat de les pintures, s'inicià el debat sobre la pròpia obra. La divergència entre els investigadors es va centrar entorn de la precisió cronològica, la misteriosa finalitat de les mateixes i el seu valor artístic i arqueològic. Aquestes qüestions van afectar, no només a la cova d'Altamira, sinó a tot l'art rupestre quaternari descobert.
El mètode de datació basada en el carboni 14 va dur als investigadors Andre Leroi-Gourhan i Annette Laming-Emperaire a proposar per a les pintures d'Altamira una datació entre 15.000 i 12.000 anys aC. S'han adscrit al període Magdalenià III.

## Descripció de la cova
La cova d'Altamira està situada al lateral d'un petit turó calcari d'origen pliocènic. Té l'entrada a 156 m s. n. m. i a uns 120 metres d'elevació sobre el riu Saja, que passa a uns dos quilòmetres. A l'època de les pintures de la Gran sala, la cova es trobava a 8 o 10 km més a l'interior respecte el mar que a l'actualitat, que és a 5 km, ja que el Cantàbric tenia menys nivell. Aquesta situació hauria estat privilegiada per als caçadors, ja que els permetia dominar un territori extens i, alhora, disposar de refugi.

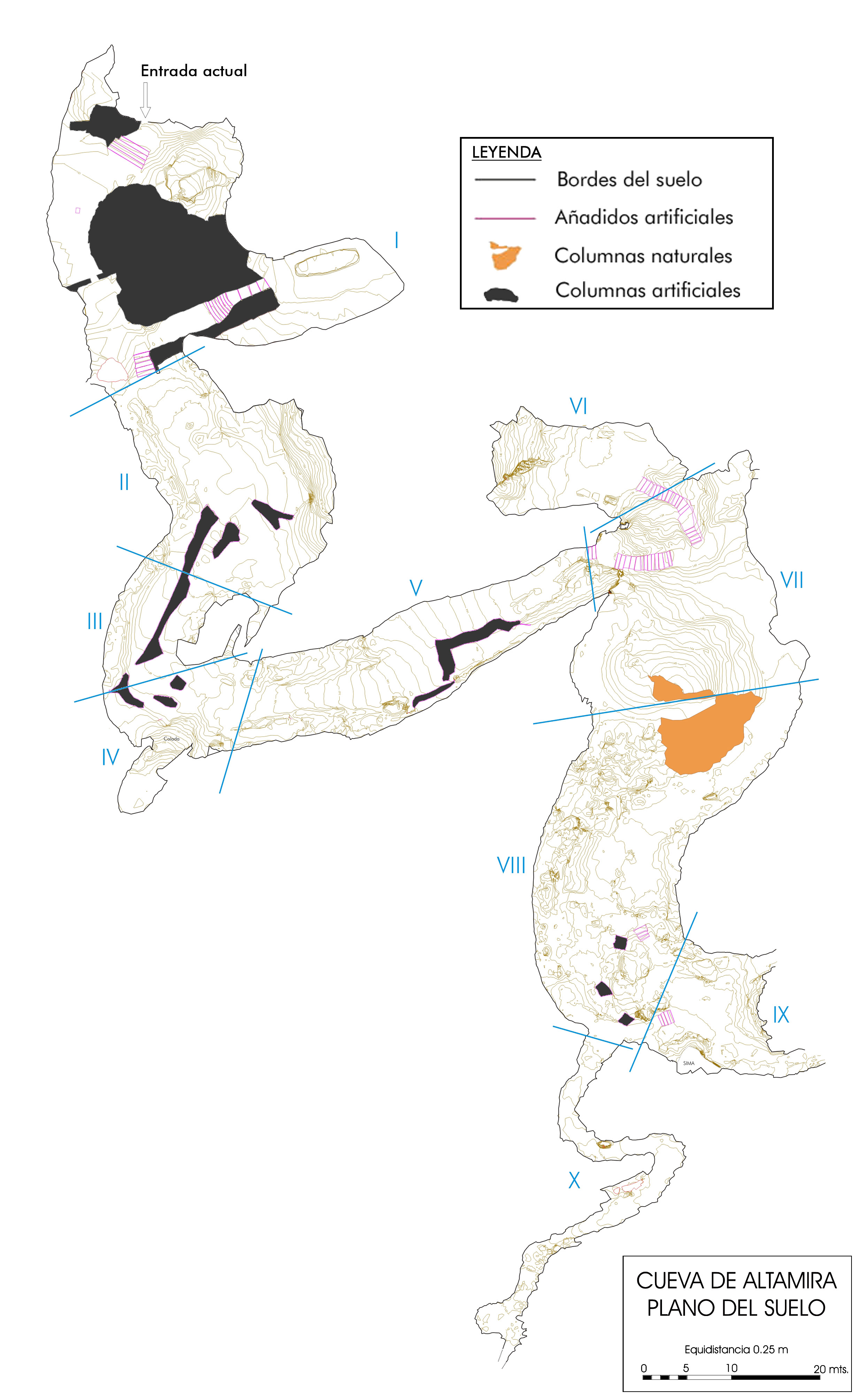
Plànol de la cova d'Altamira amb corves de nivell

Fa uns 13 000 anys, a finals del magdelenià, l'entrada de la cova es va esfondrar segellant-ne l'entrada, el que va permetre la conservació de les seves pintures i gravats i del jaciment arqueològic en si.
La cova d'Altamira és relativament petita, només té 270 metres de longitud. Presenta una estructura senzilla formada per una galeria amb escasses ramificacions i acaba en una llarga galeria estreta i de recorregut complicat.
La temperatura i la humitat de l'aire a la Gran sala de la cova es mantenen més o menys constants al llarg de tot l'any com van poder comprovar Breuil i Obermaier amb les seves mesures, amb rangs de valors que oscil·len entre 13,5-14,5 °C i el 94-97% d'humitat.

L'estudi de la composició de la roca es va realitzar gràcies al fet que a principis dels anys 1960 les autoritats espanyoles proporcionessin un tros de sostre de la cova a Dr. Pietsch perquè en fes l'anàlisi. Aquesta mostra va servir per a fer les rèpliques que es mostrarien al Museu Arqueològic Nacional de Madrid i al Deutsches Museum de Múnic. L'anàlisi de Pietsch indicava:
" Es tracta d'una consistent pedra calcària compacta i finament cristal·litzada, de color groc terrós uniforme; algunes zones irregulars de color groc terrós intens que semblen taques es componen de calcita que conté siderita. A més apareixen altres zones... "
En aquest estudi s'hi oferien d'altres detalls, i es concloïa que la pedra calcària era gairebé pura, amb un component dolomític mínim -amb una proporció de magnesi no superior a l'1,3%.
Veient el seu plànol actual de la cova es fa difícil d'entendre com es van utilitzar la zona d'habitació i la sala dels policroms, per tant hem d'imaginar l'espai gairebé com a continu a època de les pintures. Amb la excavacions s'han identificat, almenys, cinc ensorraments importants de la cova: un presolutrià, anterior a l'ocupació solutrriana; el següent va ocórrer abans del període magdalenià, perquè el tercer coincideix amb el jaciment magdalenià; després n'hi hagué dos més que van deixar blocs sobre la capa estalagmítica, que s'havia trobat sobre aquest jaciment, i que van ser, molt probablement, abans que acabés el Plistocè (fa uns 12 000 anys). Hi ha hagut ensorraments menors al llarg dels següents anys; un va estar a punt d'agafar Obermaier durant les seves excavacions de la dècada de 1920.

### Sales
Actualment es defineixen diverses zones, que si bé no totes tenen nom propis consensuats s'esmenten habitualment com a vestíbul, «Gran sala dels policroms», gran sala dels tectiformes, galeria, sala del bisó negre, «Sala de la foia» (sala prèvia a la cua de cavall), i la «cua de cavall». També se les anomena per mitjà d'una numeració basada en el plànol, especialment el que van fer Obermaier i Breuil.

#### Vestíbul
És un vestíbul ampli, il·luminat per la llum natural abans de l'ensorrament de l'entrada de la cova. Es va utilitzar de el lloc habitat durant generacions des de començaments de el Paleolític superior. En aquesta zona s'hi han trobat peces d'interès que han ajudat a les datacions i a comprendre la forma de vida dels seus habitants.
Les principals excavacions arqueològiques realitzades al llarg de la història de la cova han estat en aquesta sala.

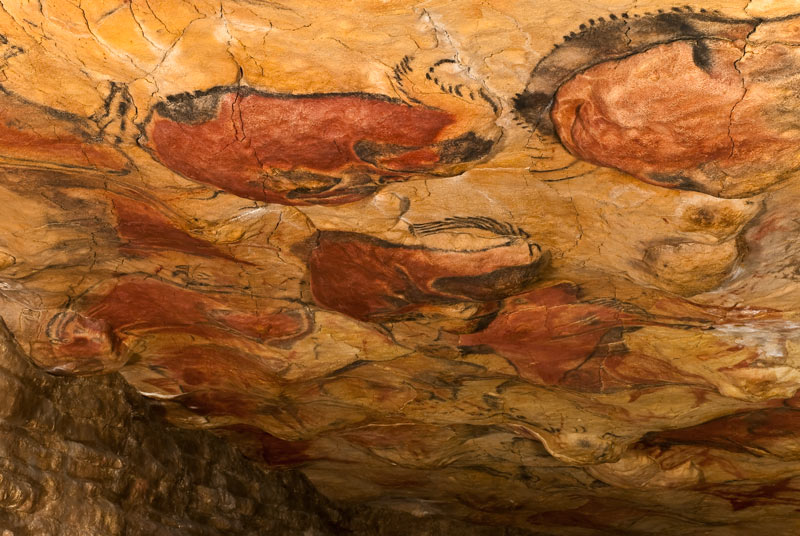
Visió general de la Gran Sala.

#### Gran Sala
La «Gran sala», «Gran saló», «Gran sala dels policroms», «Sala dels animals», «Gran Sostre», «Sala dels frescos» i molts altres noms són els que ha rebut la segona sala de la cova. És aquí on hi ha el gran conjunt de pintures policromes, cosa que va fer que l'arqueòleg francès Déchelette l'anomenés la «Capella Sixtina de l'Art Quaternari». La seva volta segueix mantenint els 18 m de llarg pels 9 m d'ample, però la seva alçada originària (entre 190 i 110 cm) ha augmentat; el nivell del sòl es va rebaixar per a facilitar la còmoda contemplació de les pintures, tot i que s'ha mantingut un testimoni central que marca l'altura original.
En temps prehistòrics rebia una mica de llum natural de l'obertura de la cova a través del vestíbul, tot i que hauria estat insuficient per a poder realitzar el treball policrom i de conjunt.

#### Altres sales
A les altres sales i corredors, en els quals també hi ha manifestacions artístiques de menor transcendència, es troben fora de l'abast de la llum solar de manera que tota activitat va ser desenvolupada amb il·luminació artificial, tot i que no shi 'han trobat restes d'ocupació habitual, només de accessos esporàdics.

## Datació i periodització
De forma general, l'art de la regió franco-cantàbrica s'emmarca dins del Paleolític superior, si bé cal diferenciar entre el Paleolític superior ibèric i el Paleolític superior cantàbric segons indica, per exemple, Fullola Pericot citant Barandiarán Maestu.

No hi ha un acord en la datació de les diferents peces arqueològiques trobades ni en la datació de les pintures. En el ball de dates que s'ofereixen dins la literatura especialitzada no només cal tenir en compte els diferents valors sinó també les diferents variables mesurades: les dates dels períodes artístics generals i locals, les dates d'ocupació de les coves, les dates de realització de les pintures d'acord amb els diferents mètodes, la datació de peces arqueològiques, etc.

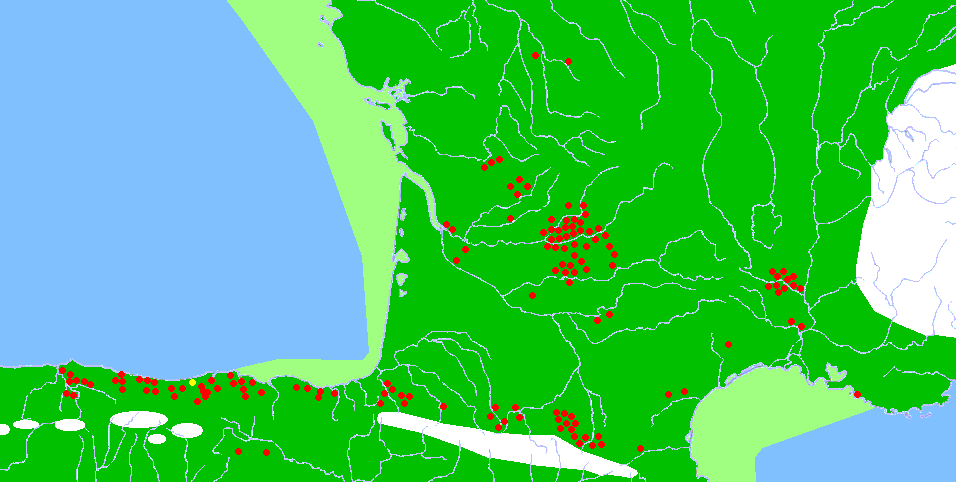
Regió arqueològica franco-càntabra al Paleolític superior. Existien grans capes de gel (en blanc) que van fer retrocedir la línia de la costa (verd clar). El punt groc marca la situació d'Altamira en el conjunt de coves amb art parietal.

Un altre dels factors que han pogut portar a confusió ha estat que gran part dels estudiosos han considerat que les pintures, no datables de manera absoluta fins al final de segle XX i més precisament en el XXI, haurien de ser assignades als períodes d'ocupació trobats, considerats clàssicament com a solutrians i magdalenians. No obstant això, quan les pintures vermelles s'han estudiat des del punt de vista estilístic, s'han inclòs en el gravetià, endarrerint la primera data d'ocupació uns 4000 anys; de fet en els estudis arqueològics desenvolupats en la primera dècada de la XXI es va confirmar aquesta pertinença quan es va trobar un nivell d'ocupació gravetià.

El 2012 es va publicar un estudi datant diverses pintures en algunes coves de nord, inclòs un dels signes claviformes de la Gran sala, que feia recular els primers treballs a l'aurinyacià. En el cas d'Altamira les pintures més antigues tindrien 35 600, cosa que les situaria just a l'inici del poblament de nord de la península pels humans moderns, el que fa posar en dubte, per primera vegada, el possible origen sapiens dels dibuixos i introdueix la possibilitat d'una autoria neandertal.

## Datació del jaciment
La datació de peces arqueològiques trobades a la cova d'Altamira situen la presència humana durant el magdalenià (a partir de el 14 530 i fins a l'11 180 aC) i el solutrià (al voltant del 16 590 aC). Però les datacions absolutes per radiocarboni l'únic que ofereixen són dates, una posició en el temps, de manera que quan estem parlant d'indústria lítica, pintures, etc., ens referim a cultures, d'aquí la discrepància entre autors quan es fa referència a termes com Solutrià o Magdalenià. Fins i tot hem de tenir en compte la possibilitat de la utilització d'estils diferents de forma contemporània, encara que altres autors advoquin per la linealitat evolutiva. Sí que sembla demostrada la variació de dates d'un determinat estil o cultura segons la zona geogràfica, per exemple hauríem de distingir entre solutrià cantàbric i solutrià ibèric (el de la resta de la península ibèrica). A més, per entendre l'art paleolític cal estudiar per a un determinat temps i espai específic, les diferents «escoles» i els seus corresponents mestres amb les seves particularitats, els quals van influenciar als altres. Édouard Piette deia que «no hi ha hagut només un art veritable, sinó escoles d'art». Per tant, no s'han d'equiparar les escoles als períodes temporals, ja que fins i tot es reconeixen contemporaneitats entre elles. Diego Garato ho explica aixíː
... acceptem l'existència de temps plurals en què diverses "tradicions" gràfiques es desenvolupen de manera més o menys paral·lela, amb tendències pròpies en diferents aspectes i fins i tot amb un mateix fil conductor per a determinades regions i atributs.

## Datació absoluta de les pintures
Els mètodes habituals de datació no són eficients per a la majoria de les pintures rupestres. Per una banda, les pintures no es troben en la majoria dels casos en un context arqueològic al què se li pugui aplicar tècniques de cronologia relativa com es faria amb una peça dins d'un jaciment estratificat; per altra banda, no permeten l'ús de tècniques com la de l'C14 en materials no orgànics. Pel que fa a Altamira, s'hi donen dues circumstàncies que han facilitat l'obtenció de dadesː el negre de les pintures policromes és de carbó de fusta i el fet que la cova quedés tancada i inaccessible per un ensorrament va impedir-hi treballs posteriors. En datar-se l'ensorrament en el magdelenià inferior cantàbric fa que tots els gravats i pintures en siguin anteriors.

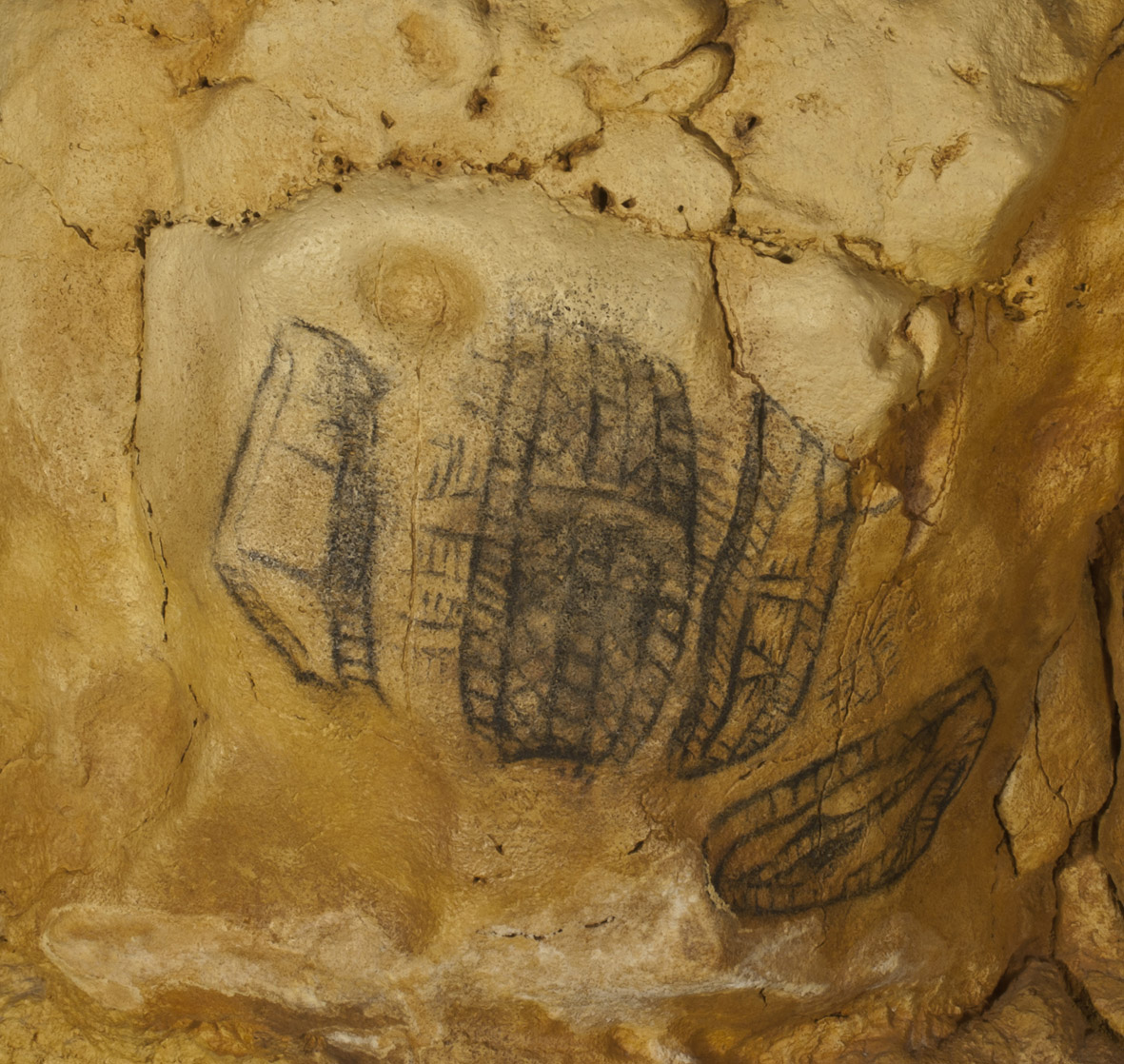
Detall dels signes de la galeria final.

El mètode del carboni 14 va portar als investigadors Laming i Leroi-Gourhan a proposar per a les pintures de la Gran Sala d'Altamira una datació d'entre 15 000 i 12 000 anys aC. Atès que el magdalenià de la península ibèrica va començar vers el 17 000 BP i que fins a entre 1000 i 2000 anys després no es va homogeneïtzar en tot el territori, les pintures pertanyien, per tant, al període magdalenià III (alguns autors l'emmarquen en el magdalenià inferior i d'altres en el superior). Leroi-Gourhan inclou els policroms d'Altamira en el període IV de la seva pròpia taxonomia. Les últimes datacions realitzades han acotat l'interval i indiquen que la data més probable del conjunt principal és de c. 13.540 aC., emmarcades dins del magdalenià (17 000 - 12 000 BP), si bé les primeres representacions són del gravetià i altres pertanyen a un temps intermedi solutrià (20 000 - 15 000 BP). Posteriorment als treballs arqueològics de Sautoula, recollides esporàdiques i algunes campanyes planificades han concretat l'existència de dos nivells d'ocupació, solutrià superior i magdalenià Inferior.

Bernaldo de Quirós i Cabrera van donar el 1994 dades recopilades bastant acotades:
«Les datacions obtingudes presenten una mitjana de 14 000 anys BP per al carbó i de 14 450 anys BP per a la fracció húmica. Per a les figures de tectiformes de la "Cua de Cavall" atribuïdes per A. Leroi-Gourhan a l'Estil Hl tenim una datació de 15.440 + 200 (Gil 'A 91.185). Si bé les dates corresponents al "Gran Panell" són més recents que les que es posseïen per al nivell arqueològic de l'entrada de la cova, 15.910 + 230 BP (1-12.012) i 15 500 + 700 BP (M-829), aquestes (sic) es corresponen amb les datacions corresponents als tectiformes de la "Cua de Cavall".»

## Entorns ambientals durant l'ocupació de la cova

#### Clima
Es va desenvolupar al llarg de la fi de l'Estadi Isotòpic 3 (O.I.S. 3), fa uns 40000 anys.
La climatologia de l'aurinyacià tendeix a les condicions glacials, amb pics freds de gran rigidesa climàtica i bastanta inestabilitat (la climatologia millora i empitjora en intervals relativament curts, fins i tot de menys de cent anys).

#### Fauna
A l'aurinyacià va existir una major varietat d'animals que en les èpoques posteriors, ja que es combinaven les faunes d'ambients boscosos i les de medis oberts. Aquesta faura es va veure limitada quan el canvi de clima posterior va deixar la zona cantàbrica amb un paisatge exclusivament obert, més propici per a animals com el cérvol i la cabra, principals preses.

### Solutrià i magdalenià

#### Clima
El solutrià cantàbric correspon a la fi del període glaciar Würm III francès i el començament del Würm IV, amb una seqüència de clima temperat i humit, seguit de fred i sec i finalitzant amb un clima fred i humit.
El clima de l'època seria molt semblant a l'actual clima escocès (seguint la classificació climàtica de Köppen). Per exemple, s'han trobat restes de Patella vulgata i de cargolí comú dins de la cova, que van ser usats com a aliment i que indiquen un clima fred. Això demostra que les aigües de la mar Cantàbric eren més fredes que les actuals.
El magdalenià, que es va estendre al llarg del Würm IV, va tenir una seqüència alterna de clima fred i sec, i fresc i humit. El canvi climàtic esdevingut fa uns 12 000 anys va fer modificar els hàbits cinegètics i alimentaris, provocant la finalització del magdalenià amb l'entrada a una transició vers l'azilià.

#### Flora
El que es coneix es basa en anàlisi de pòl·lens, ja que no existeixen representacions directes de la flora ni s'han trobat de moment restes de cap planta. Dels estudis es desprèn que el paisatge era obert, realment semblant a l'actual, amb pins, bedolls, avellaners, roures, freixes i herbàcies.

#### Fauna
L'entorn obert era propici pel cérvol i la cabra que eren les principals preses dels pobladors d'Altamira d'aquesta època.
A causa del tipus de clima i la situació geogràfica, durant tot el Würm es va mantenir una uniformitat d'espècies tot i que amb variacions de les poblacions, el que no ajuda a les datacions basades en les seves restes, a diferència del que passa en d'altres llocs on la climatologia va canviar de forma més radical. Així per exemple, el cérvol i la cabra salvatge són les espècies cinegètiques per excel·lència en la regió cantàbrica, però com poden viure des de climes càlids de costa fins climes freds de muntanya, són mals indicadores.
Tant els animals representats com els trobats en els jaciments arqueològics amb ocupació humana, no són un indicatiu de l'abundància, ja que són indicadors que podrien referir-se a una preferència de tipus alimentari, cinegètic o religiós, encara que en el cas de les restes òssies sí que s'haurien de relacionar-se amb una certa abundància perquè hagin estat elegits com a presa, especialment aquelles que s'han detectat com a més habituals. A través de les seves restes, petjades o representacions pictòriques, s'han trobat evidències directes de guineu, lleó de les cavernes, linx, cérvol, cavall, porc senglar, os de les cavernes, íbex, isard, cabirol, ur, bisó, i en el moment de més fred, ren i foca. Fins i tot hi ha restes de mamut. De totes aquestes restes, el cérvol va ser l'animal per excel·lència per a la caça.
De les platges l'home d'Altamira també en va extreure part de la seva alimentació, per exemple s'han trobat petxines de lapa, cargolí comú i vieiras. Pel que fa a la pesca, es limitava a peixos de riu o estuari, com ara la truita, el reu i, esporàdicament, el salmó.

#### Homínids
Va ser l'home actual, Homo sapiens, el que va pintar les coves d'Altamira i va realitzar totes les pintures i gravats trobats a la cornisa cantábrica. L'altre habitant de la península ibèrica, l'home de neandertal, feia ja més de 13 000 anys que s'havia extingit (c. 28 000 BP). Tot i que les evidències recollides en el nivell 18 del jaciment arqueològic de la cova d'El Castillo semblen demostrar la convivència de totes dues espècies humanes fa uns 30 000 anys, mil·lennis abans de les primeres pintures en aquesta cova i les de Altamira.